# Time Gate: il segreto dei Templari
Time Gate: il segreto dei Templari è un'avventura tridimensionale impostata sui rompicapi, pubblicato e distribuito dalla Infogrames nel 1996 per DOS. 
La modalità di gioco è simile a quello della serie Alone in the Dark. Il gioco usa una versione modificata del motore dei primi tre Alone in the Dark, con poligoni completamente texturizzati, anziché piatti, su sfondi prerenderizzati.
Il segreto dei Templari era il primo gioco di una trilogia programmata intitolata Time Gate. Siccome Resident Evil dominava la scena di quello che poi sarebbe diventato un vero e proprio genere videoludico il survival horror, la serie Alone in the Dark non era più considerata adeguata e Chardot e il suo gruppo optarono per una strada differente, ipotizzando una nuova trilogia basata sui viaggi nel tempo, con una trama omnicomprensiva sulla reincarnazione e sulla mitologia egizia.
La serie venne abbandonata a causa delle scarse vendite e Il Segreto dei Templari fu l'unico episodio a vedere la luce. 

## Trama
Nel 1996, William Tibbs, giovane americano studente di legge a Parigi, per salvare la sua fidanzata, Juliette, dovrà confrontarsi con Wolfram, la volpe dalla rossa criniera, che si è alleato con le forze delle tenebre e scendere nelle segrete dell'Ordine dei Cavalieri Templari nel 1329.